# Cầu Tân Phong
Cầu Tân Phong là một cây cầu bắc qua sông Đào trên Quốc lộ 21B, nằm trong thành phố Nam Định, tỉnh Nam Định. Tên cầu được ghép từ tên hai địa phương ở hai đầu cầu là xã Mỹ Tân (bờ bắc) và phường Nam Phong (bờ nam).
Cầu Tân Phong được thiết kế vĩnh cửu bằng bê tông cốt thép và bê tông cốt thép dự ứng lực, có chiều dài 683,9 m, chiều rộng 12 m.
Công trình có tổng mức đầu tư hơn 463 tỷ đồng, được khởi công xây dựng vào ngày 14 tháng 6 năm 2015 và khánh thành vào ngày 9 tháng 1 năm 2016.